# Khaled Narey
Khaled Narey, né le 23 juillet 1994 à Neuwied en Allemagne, est un footballeur allemand d'origine togolaise. Il évolue au poste d'ailier droit en faveur du Khaleej FC.

## Biographie
Narey rejoint le Borussia Dortmund II en 2014 en provenance du Bayer 04 Leverkusen. Il fait ses débuts professionnels au sein de la 3. Liga le 26 juillet 2014, contre le Rot-Weiß Erfurt
Narey rejoint le club de Greuther Fürth le 1er juillet 2016. Avec cette équipe, il joue 65 matchs en deuxième division allemande, inscrivant huit buts.
Il est appelé pour la première fois en équipe nationale du Togo en octobre 2016.